# Larinia borealis
Larinia borealis là một loài nhện trong họ Araneidae.
Loài này thuộc chi Larinia. Larinia borealis được Richard C. Banks miêu tả năm 1894.